# Округ Крејг (Вирџинија)
Округ Крејг (енгл. Craig County) је округ у америчкој савезној држави Вирџинија.

## Демографија
По попису из 2010. године број становника је 5.190, што је 99 (1,9%) становника више него 2000. године.
| Група             | 2000.         | 2010.         |
| Белци             | 5.023 (98,7%) | 5.103 (98,3%) |
| Афроамериканци    | 10 (0,2%)     | 5 (0,1%)      |
| Азијати           | 8 (0,2%)      | 8 (0,2%)      |
| Хиспаноамериканци | 17 (0,3%)     | 36 (0,7%)     |
| Укупно            | 5.091         | 5.190         |